# 23879 Demura
23879 Demura è un asteroide della fascia principale. Scoperto nel 1998, presenta un'orbita caratterizzata da un semiasse maggiore pari a 3,1818746 UA e da un'eccentricità di 0,1131251, inclinata di 11,89112° rispetto all'eclittica.